# جنگ یان جو
جنگ یان جو (انگلیسی: Jeong Yun-Jo) یک تکواندوکار کره جنوبی است. وی در مسابقات قهرمانی تکواندو جهان ۲۰۱۷ در موجو کره‌جنوبی، در کلاس سبک‌وزن (پروزن) به مدال طلا دست یافت.